# Ospedale degli Innocenti

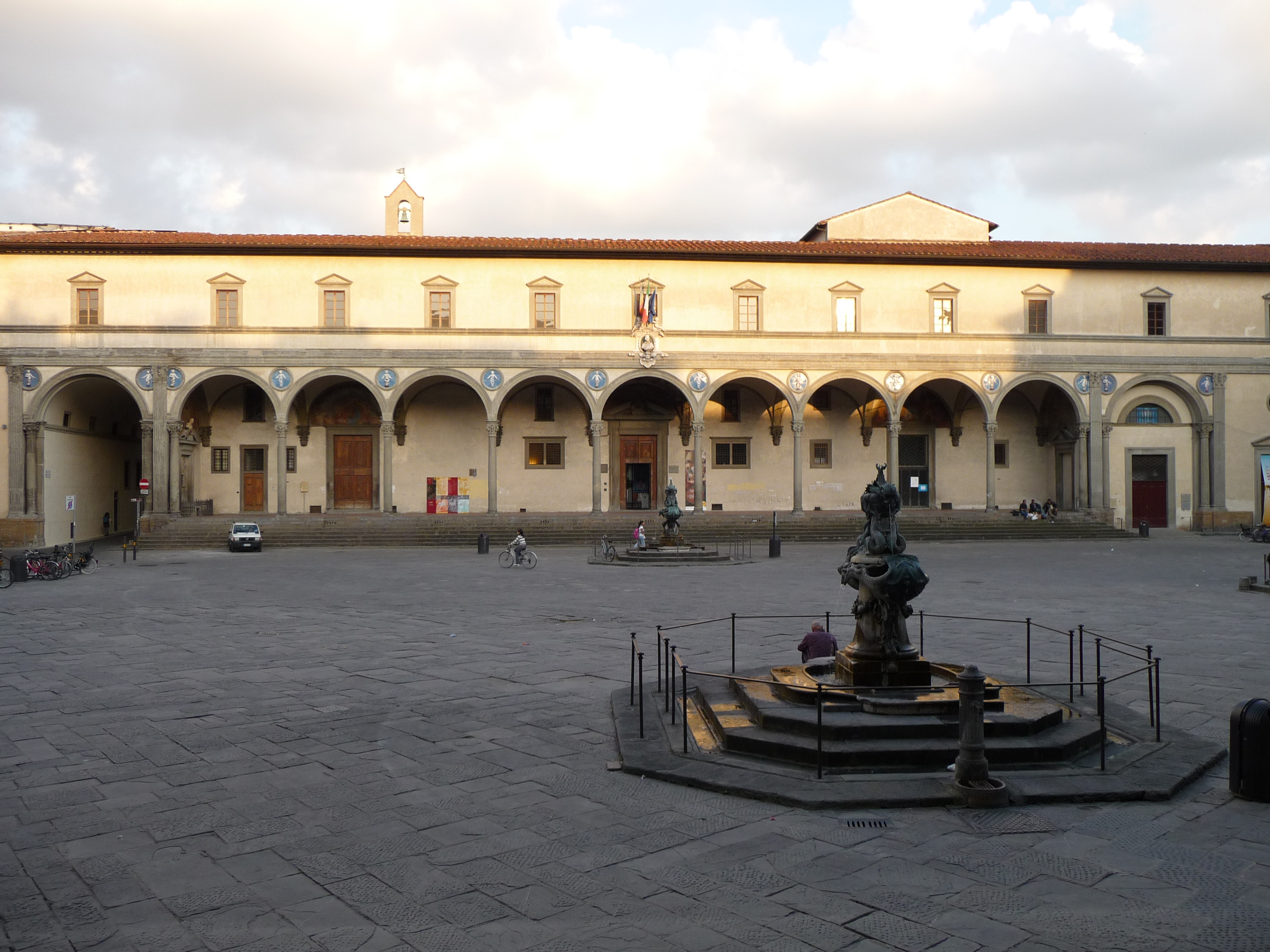
Pohled na podloubí

Ospedale degli Innocenti (alt."Ospedale degli Orfani", česky Špitál neviňátek) se nachází na náměstí Piazza Santissima Annunziata ve Florencii. Je prvním sirotčincem v Evropě a jednou z prvních renesančních staveb, navrženou Filippem Brunelleschim. Název byl inspirován biblickým příběhem o zabíjení neviňátek. Podle tradice pečování o děti nabízí všechno pod jednou střechou: dvoje jesle, jednu školku, tři rodinné domky pro svěřené děti a matky v nouzi a pobočky Unicefu. Kromě toho se italským zákonem č. 451/97 institut stal Národním centrem dokumentace a analýzy dětí a dorostu, národním a evropským úřadem pro zvyšování péče a ochranu dětských práv.

## Historie

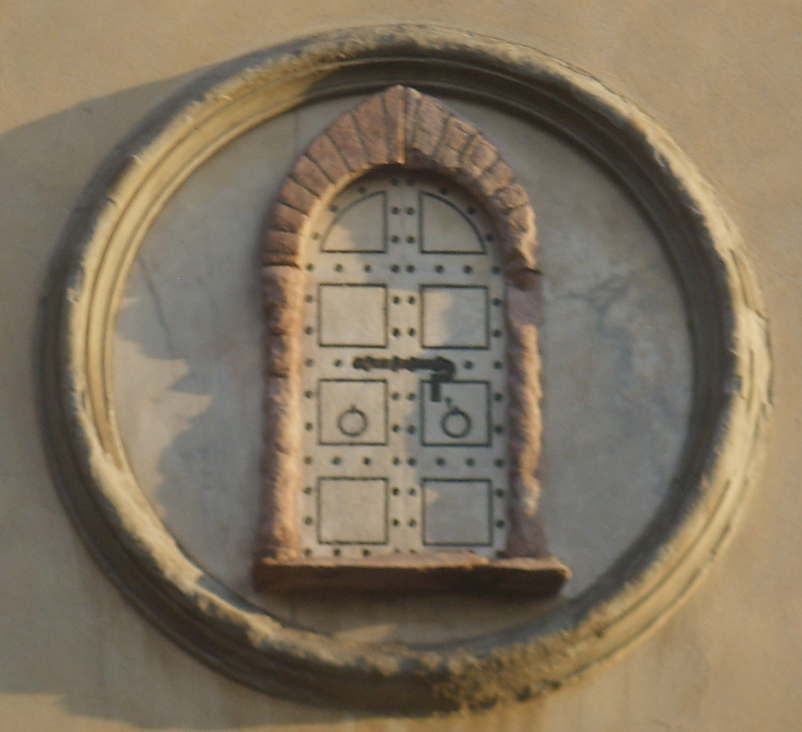
Znak cechu zpracovatelů hedvábí na fasádě

Budova byla postavena na zahradě vedle klášterního kostela Zvěstování Panny Marie, koupené za symbolickou cenu od Rinalda Albiziho. Instituce byla vytvořena v rámci rozsáhlého projektu lázní prosazovaného florentskou vládnoucí oligarchií na zlepšení kvality života občanů zajištěním lepší zdravotní a sociální péče.
Patronát nad sirotčincem převzal cech obchodníků, protože od roku 1294 mu byla svěřena péče o sirotky. Projektem byl pověřen člen cechu, zlatník Filippo Brunelleschi, který vypracoval půdorys, s osmiúhelníkovým nádvořím uprostřed a s arkádami v průčelí podle vzoru jiných špitálů, např. špitálu svatého Matouše (z konce 14. století). Stavba byla zahájena 19. srpna 1419 a v lednu 1421 byl vztyčen první sloup podloubí ze strany před kostelem. Platby dokumentují Brunelleschiho účast na stavbě až do roku 1427, kdy přistoupil pravděpodobně Francesco della Luna. V roce 1429 bylo dokončeno příčné podloubí (bez spodní části průčelí), kostel a dvě křídla budovy na nádvoří, kde pak sídlil dětský domov. 25. ledna 1445 i když práce ještě nebyly dokončeny, špitál začal plnit svoji funkci.
Nástavby a změny původního Brunelleschiho projektu jsou dnes sporné, ale určitě nezanedbatelné, podle biografie Brunelleschiho od Antonia Manettiho mistr kritizoval proporce a dekorace na nástavbě. Ví se například, že nesouhlasil s tím, aby pilíře nepokračovaly ve druhém patře, zdůrazňovaly by předěl mezi nádvořím a postranními prvky a vyplnily by prázdný prostor mezi okny.

## Architektura

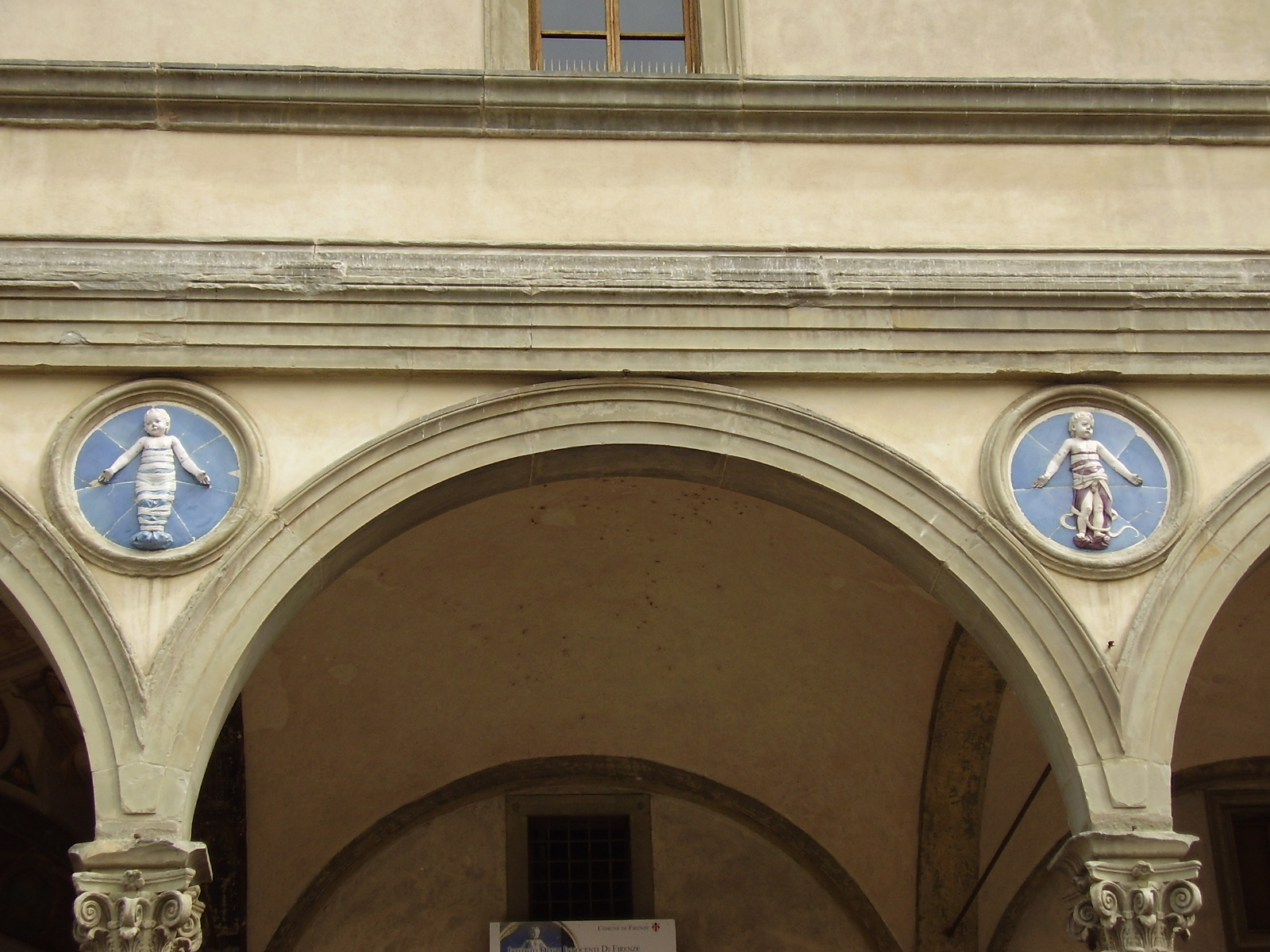
Detail dekorace arkády: medailony s nemluvňaty

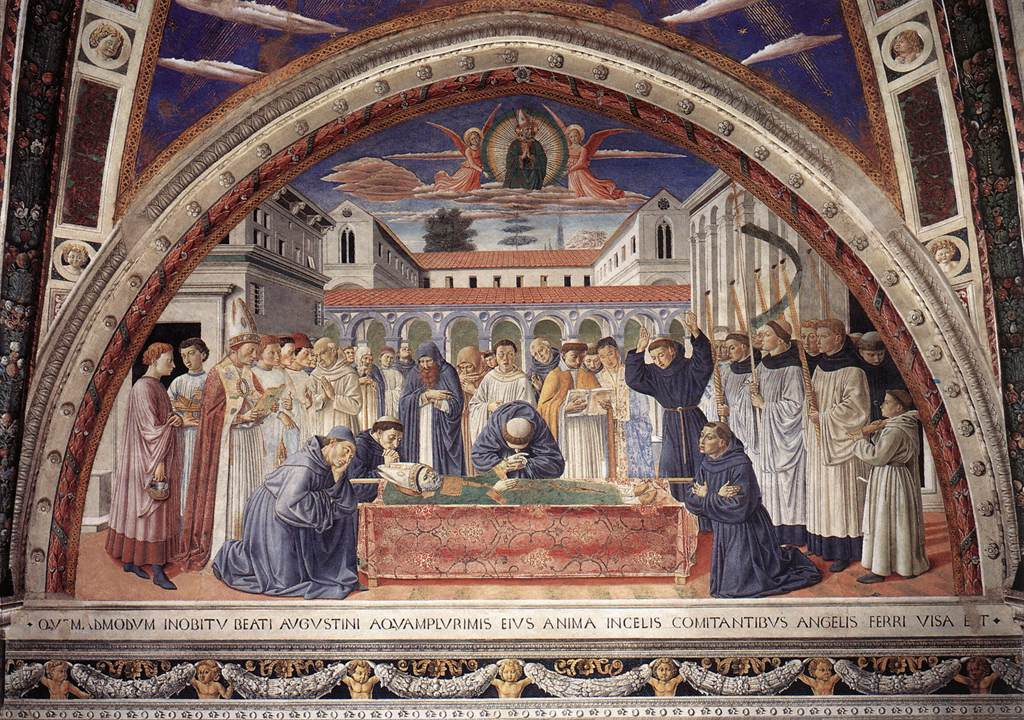
Benozzo Gozzoli, freska Pohřeb sv. Augustina

Vnější nádvoří je určitě dílem Brunelleschiho. Je dlouhé 71 metrů a skládá se z devíti oblouků arkád s klenbou po celém okraji opřených o sloupy ze světlého kamene.
Výběr prvků podléhající nízkému rozpočtu zaručil úspěch architektonického projektu a měl vliv na architekturu i později, když se interpretoval různými způsoby. Především byly vybrány nízkonákladové materiály jako křemenný pískovec dosud málo používaný v architektuře pro svou drolivost, a bílá omítka, které vytvořily kombinaci šedé a bílé, která se stala charakteristickým znakem florentské renesance a renesance obecně. Dále byly pro dekoraci použita majolika.
Kromě toho, zase kvůli ušetření, byli najati nezkušení řemeslníci, což vyžadovalo zjednodušení měřicí techniky a konstrukce. Například vzdálenost mezi sloupy, která se opakuje rovnoměrně v celé budově, nevyšla uprostřed mezi centrálními osami sloupů, ale prostě mezi vnějšími body základny.
Tato vzdálenost (základní míra, etalon) vypočítaná klasickým způsobem, uprostřed sloupů, vychází na 11 loktů, a je použita v centrální části špitálu a v dalších Brunelleschiho stavbách jako Bazilika San Lorenzo a Bazilika Ducha svatého ve Florencii.

## Výzdoba
Dekoraci arkád vytvořil Lucca della Robbia, do cviklů arkád vložil kruhové reliéfy nemluvňátek v povijanu (každé má jiná gesta rukou). Jsou vypáleny z majoliky, stejně jako socha Panny Marie s dítětem v interiéru.
Malbu výjevu Pohřeb sv. Augustina vytvořil Benozzo Gozzoli.